# Tarântula-esqueleto
A Tarântula-esqueleto (nome científico: Ephebopus murinus) é uma espécie de aranha pertencente à família dos terafosídeos (Theraphosidae) ou tarântulas, subfamília dos aviculariíneos (Aviculariinae). Uma espécie do Novo Mundo, é nativa de vários países da América do Sul. Em 2007, foi classificada como vulnerável na Lista de espécies de flora e fauna ameaçadas de extinção do Estado do Pará; e em 2018, como pouco preocupante na Lista Vermelha do Livro Vermelho da Fauna Brasileira Ameaçada de Extinção do Instituto Chico Mendes de Conservação da Biodiversidade (ICMBio).

## Taxonomia
A espécie foi descrita pela primeira vez por Charles Athanase Walckenaer em 1837 como Mygale murina. Em 1892, Eugène Simon colocou-a em seu gênero Ephebopus. Frederick Octavius Pickard-Cambridge a descreveu como Santaremia pococki em 1896 (criando um novo gênero). Mais tarde, Reginald Innes Pocock (1903) sinonimizou S. pococki com E. murinus, que continua sendo o nome científico aceito da espécie até hoje. O nome genérico, Ephebopus, é derivado do grego, significando "juventude" mais "pé", e o nome específico, murinus, vem do latim, significando "cor de rato".

## Descrição
A tarântula-esqueleto adulta geralmente cresce até uma envergadura de cerca de 11 a 12 centímetros (4,5 polegadas), embora as fêmeas possam crescer até 15 centímetros (6 polegadas). As pernas são pretas, o abdome é pequeno e marrom, e a carapaça é cor de café ou dourada. A listra da perna parece a de Aphonopelma seemani, mas de cor mais amarelada.

## Distribuição e habitat
A tarântula-esqueleto é uma espécie terrestre, semifossorial, que habita florestas de terras baixas, nativa do norte do Brasil, Guiana Francesa e Suriname.

## Comportamento
Como defesa contra predadores em potencial, e em comum com muitas outras tarântulas do Novo Mundo, as espécies do gênero Ephebopus escovam os pelos urticantes de seus corpos. Excepcionalmente, em vez de estar localizado no abdome, os pelos urticantes de Ephebopus estão localizados nos palpos da aranha - no lado medial dos fêmures do palpo; a aranha solta esses pelos esfregando o palpo contra as quelíceras. A tarântula-esqueleto também é uma espécie rápida e agressiva, e prontamente se levantará e apresentará suas presas a um predador em potencial.